# Curling aux Jeux olympiques de 1998
Navigation
Albertville 1992
(démonstration) Salt Lake City 2002
Les épreuves de Curling aux Jeux olympiques de 1998.

## Podiums
| Épreuves | Or                                                                                        | Argent                                                                                   | Bronze                                                                                             |
| -------- | ----------------------------------------------------------------------------------------- | ---------------------------------------------------------------------------------------- | -------------------------------------------------------------------------------------------------- |
| Hommes   | Suisse (SUI) Daniel Müller Diego Perren Dominic Andres Patrick Hürlimann Patrik Lörtscher | Canada (CAN) Colin Mitchell Paul Savage Mike Harris Richard Hart George Karrys           | Norvège (NOR) Anthon Grimsmo Stig-Arne Gunnestad Eigil Ramsfjell Jan Thoresen Tore Torvbraaten     |
| Femmes   | Canada (CAN) Jan Betker Atina Ford Marcia Gudereit Joan McCusker Sandra Schmirler         | Danemark (DEN) Jane Bidstrup Dorthe Holm Helena Blach Lavrsen Margit Pörtner Trine Qvist | Suède (SWE) Elisabet Gustafson Margaretha Lindahl Louise Marmont Katarina Nyberg Elisabeth Persson |